# Vitalij Popkov
Vitalij Oleksandrovitsj Popkov (Oekraïens: Віталій Олександрович Попков) (Novosselitsja (Oblast Tsjernivtsi), 16 juni 1983) is een Oekraïens voormalig wielrenner. In 2016 nam hij de Russische nationaliteit aan.

## Carrière
Popkov was actief op de baan en de weg. Hij deed namens Oekraïne tweemaal mee aan de Olympische Spelen. In 2004 (Athene) was hij onderdeel van de achtervolgingsploeg. Ze eindigden als zesde, ruim zeven seconden langzamer dan de winnaars.
In 2008 (Peking) deed hij mee aan de individuele achtervolging. Hij won de vierde heat, maar werd in de daaropvolgende ronde uitgeschakeld. Op de weg behaalde Popkov onder andere successen in de Grote Prijs van Donetsk, Koers van de Olympische Solidariteit en de Ronde van Szeklerland.

## Belangrijkste overwinningen

### Baan
| Jaar     | EK                   | WK                                         | Overig                                                                          |
| Beloften | Beloften             | Beloften                                   | Beloften                                                                        |
| -------- | -------------------- | ------------------------------------------ | ------------------------------------------------------------------------------- |
| 2002     | Ploegenachtervolging |                                            |                                                                                 |
| 2003     | Ploegenachtervolging |                                            |                                                                                 |
| 2004     | Ploegenachtervolging |                                            |                                                                                 |
| 2005     | Ploegenachtervolging |                                            |                                                                                 |
| Elite    |                      |                                            |                                                                                 |
| 2003     |                      |                                            | WB Kaapstad: · Ploegenachtervolging                                             |
| 2004     |                      |                                            | WB Moskou: · Ploegenachtervolging                                               |
| 2005     |                      |                                            | WB Moskou: · Ploegenachtervolging                                               |
| 2006     |                      |                                            | WB Sydney: · Ploegenachtervolging                                               |
| 2007     |                      | Ploegenachtervolging · 14e Achtervolging   | WB Los Angeles: · Achtervolging · Ploegenachtervolging                          |
| 2008     |                      | 10e Ploegenachtervolging 18e Achtervolging | Olympische Spelen: · 14e Achtervolging · WB Los Angeles: · Ploegenachtervolging |
| 2009     |                      |                                            | WB Cali: · Achtervolging                                                        |
| 2010     |                      | 5e Ploegenachtervolging 9e Achtervolging   |                                                                                 |
| 2011     |                      |                                            |                                                                                 |
| 2012     |                      | 13e Ploegenachtervolging                   |                                                                                 |
| 2013     |                      |                                            |                                                                                 |
| 2014     |                      | 13e Ploegenachtervolging                   |                                                                                 |

### Weg
2003
2e etappe Ronde van Hongarije
2009
1e etappe Ronde van Szeklerland
Eindklassement Ronde van Szeklerland
2010
Grote Prijs van Donetsk
Proloog en 3e etappe Grote Prijs van Adygea
Eindklassement Grote Prijs van Adygea
3e etappe Vijf ringen van Moskou
Rogaland GP
1e etappe Ronde van Szeklerland
 Oekraïens kampioen op de weg, Elite
 Oekraïens kampioen tijdrijden, Elite
2012
Grote Prijs van Moskou
Race Horizon Park 1
6e etappe Koers van de Olympische Solidariteit
4e etappe Ronde van Mazovië
Eindklassement Ronde van Szekerland
2013
1e etappe Grote Prijs van Sotsji
2e etappe Grote Prijs van Adygea
3e etappe Ronde van Azerbeidzjan
1e etappe Koers van de Olympische Solidariteit
Eindklassement Koers van de Olympische Solidariteit
3e etappe deel A Ronde van Szekerland (individuele tijdrit)

## Ploegen
- 2007 –  ISD-Sport-Donetsk
- 2008 –  ISD-Sport-Donetsk
- 2009 –  ISD-Sport-Donetsk
- 2010 –  ISD Continental Team
- 2011 –  ISD-Lampre Continental
- 2012 –  ISD-Lampre Continental
- 2013 –  ISD Continental Team
- 2014 –  ISD Continental Team
- 2016 –  Team Lvshan Landscape
- 2017 –  Yunnan Lvshan Landscape-Taishan Pardus